# Upper and Lower Northampton
Pour les articles homonymes, voir Northampton (homonymie).
Upper and Lower Northampton est un village du comté de Carleton, à l'ouest de la province canadienne du Nouveau-Brunswick. Le village a le statut de DSL. Dans le cadre de la réforme de la gouvernance locale du 1er janvier 2023, le DSL a été annexé à la ville de Woodstock.

## Toponymie
Le DSL est nommé d'après sa position dans la paroisse de Northampton, elle-même nommée ainsi d'après sa position au nord du comté d'York ainsi que d'après un lieu en Nouvelle-Angleterre.

## Géographie

### Situation
Upper and Lower Northampton est situé à environ 90 kilomètres de route à l'ouest de Fredericton, dans le comté de Carleton. Le fleuve Saint-Jean borde le village à l'ouest.
Upper and Lower Northampton est limitrophe de la paroisse de Northampton au nord et de la paroisse de Southampton, dans le comté d'York, à l'est. Au-delà du fleuve se trouvent la paroisse de Woodstock ainsi que la réserve indienne de Woodstock 23. La ville de Woodstock, au nord-ouest, ainsi que le village de Meductic, au sud-est, ne sont séparés que par environ un kilomètre.
Les chutes Gibson sont situées entre Northampton et Lower Northampton, sur le ruisseau Gibson. Leur dénivellation totale est de 20 mètres. La chute Essepenack est située en aval, entre la route 105 et le fleuve, et a une hauteur de 2 mètres.

### Villages et hameaux
Le village comprend les hameaux de Lower Northampton, Northampton et Upper Northampton.

## Chronologie municipale
- 1876: Érection de la paroisse de Northampton dans le comté d'York.
- 1833: Création de la paroisse de Southampton à partir d'une portion de la paroisse de Northampton. Création du comté de Carleton à partir d'une portion du comté d'York, dont la paroisse de Northampton.
- 1966: La municipalité du comté de Carleton est dissoute. La paroisse de Northampton devient alors un district de services locaux. Constitution du DSL de Upper and Lower Northampton dans la paroisse[5],[6].

## Démographie
| 2011 | 2016 |
| ---- | ---- |
| 383  | 311  |

## Économie
Entreprise Carleton, membre du Réseau Entreprises Canada, a la responsabilité du développement économique.

## Administration

### Commission de services régionaux
Upper and Lower Northampton fait partie de la Région 12, une commission de services régionaux (CSR) devant commencer officiellement ses activités le 1er janvier 2013. Contrairement aux municipalités, les DSL sont représentés au conseil par un nombre de représentants proportionnel à leur population et leur assiette fiscale. Ces représentants sont élus par les présidents des DSL mais sont nommés par le gouvernement s'il n'y a pas assez de présidents en fonction. Les services obligatoirement offerts par les CSR sont l'aménagement régional, l'aménagement local dans le cas des DSL, la gestion des déchets solides, la planification des mesures d'urgence ainsi que la collaboration en matière de services de police, la planification et le partage des coûts des infrastructures régionales de sport, de loisirs et de culture; d'autres services pourraient s'ajouter à cette liste.

### Représentation et tendances politiques
Nouveau-Brunswick: Upper and Lower Northampton fait partie de la circonscription provinciale de Woodstock, qui est représentée à l'Assemblée législative du Nouveau-Brunswick par David Alward, du Parti progressiste-conservateur. Il fut élu en 1999 puis réélu en 2003, en 2006 et en 2010.
 Canada: Upper and Lower Northampton fait partie de la circonscription électorale fédérale de Tobique—Mactaquac, qui est représentée à la Chambre des communes du Canada par Michael Allen, du Parti conservateur. Il fut élu lors de la 39e élection générale, en 2006, et réélu en 2008.

## Vivre à Upper and Lower Northampton
Le DSL est inclus dans le territoire du sous-district 8 du district scolaire Francophone Nord-Ouest. Les écoles francophones les plus proches sont à Grand-Sault. Cette ville compte aussi un campus du CCNB-Edmundston alors qu'il y a une université à Edmundston même.
Le détachement de la Gendarmerie royale du Canada et le bureau de poste les plus proches sont à Woodstock.
Les anglophones bénéficient des quotidiens Telegraph-Journal, publié à Saint-Jean, et The Daily Gleaner, publié à Fredericton. Ils ont aussi accès au bi-hebdomadaire Bugle-Observer, publié à Woodstock. Les francophones ont accès par abonnement au quotidien L'Acadie nouvelle, publié à Caraquet, ainsi qu'à l'hebdomadaire L'Étoile, de Dieppe.